# Dawit Guramiszwili

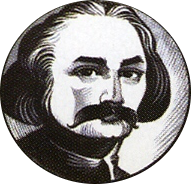
Dawit Guramiszwili

Dawit Guramiszwili (ur. 1705, zm. 1792) – gruziński poeta. Pisał wiersze, poematy historyczne, filozoficzne oraz dydaktyczno-sentymentalne. Jego utwory są jednym ze źródeł poznania historii Gruzji w XVIII wieku. 